# Sphaerodactylus ariasae
Sphaerodactylus ariasae este o specie de șopârle din genul Sphaerodactylus, familia Gekkonidae, descrisă de S.Blair Hedges și Thomas în anul 2001. Conform Catalogue of Life specia Sphaerodactylus ariasae nu are subspecii cunoscute.